# الإرشاد المتكامل للسكينة
الإرشاد المتكامل للسكينة هو اسم برنامج الصحة العقلية الذي يتضمن حضور ضباط الشرطة جلسات مع المرضى والعاملين في مجال الصحة العقلية لتشجيع تغيير السلوك لدى الأفراد الذين تم تشخيص إصابتهم بالصحة العقلية والذين يتفاعلون بشكل متكرر مع الشرطة. يتم استخدام البرنامج في نصف مؤسسات هيئة الخدمات الصحية الوطنية.  وقد شكل تحالف من مستخدمي الخدمة يسمى "أوقفوا الإرشاد المتكامل للسكينة" حملة ضد البرنامج، ويحظى بدعم من الأفراد في جميع أنحاء قطاع الصحة العقلية، مع التركيز في المناقشة على أخلاقيات مشاركة الشرطة في الرعاية ونقص الأدلة على فعالية التدخل.
تم الترويج للبرنامج من قبل شبكات العلوم الصحية الأكاديمية، وبول جينينجز، زعيم برنامج جزيرة وايت، ترك الشرطة لإنشاء منظمة تسمى شبكة الكثافة العالية والتي روجت للبرنامج. 

## الخلفية
تم استخدام اسم الإرشاد المتكامل للسكينة بواسطة برنامج في جزيرة وايت يضم شرطة هامبشاير وجزيرة وايت وخدمات الصحة العقلية، حيث حضر ضباط الشرطة اجتماعات مع خدمات الصحة العقلية.
وقد أوصت العديد من وثائق السياسات بتوثيق التعاون بين السياسات وخدمات الصحة العقلية. في عام 2012، تم تجربة شكل من أشكال "فرز الشوارع" في جزيرة وايت، حيث حضر ثلاثة ممرضين للصحة العقلية وعمال دعم إلى غرفة التحكم بالشرطة، وهو ما صاحبه انخفاض بنسبة 25٪ في احتجازات الصحة العقلية بموجب المادة 136 من قبل الشرطة.  وُجد أن 11.5% من الأفراد المتورطين في حوادث المادة 136 شاركوا في 32% من الحوادث. وقد أطلقت الشرطة على هؤلاء الأفراد اسم " مستخدمي المخدرات ذوي الكثافة العالية". ووُضع برنامج يُركز على محاسبة هؤلاء الأفراد الذين شُخِّصت حالتهم الصحية العقلية على أفعالهم وعواقبها. دُعيَ في هذه العملية التطوعية ضباط شرطة لحضور بعض الجلسات مع العاملين في مجال رعاية الصحة العقلية، وتم تسجيل أربعة أفراد. وتضمنت التدخلات تهديد الأفراد بأوامر سلوكية مجتمعية في حال استمرار سلوكهم المشاغب.  أفاد المختصون المشاركون في البرنامج بأنهم استطاعوا منح مستخدمي الخدمة مزيدًا من الاهتمام، ووجدوا أن وجود الشرطة زاد من الالتزام والحضور. وقُدِّر أن البرنامج وفر 11,780 جنيهًا إسترلينيًا لكل فرد مشارك  عند إطلاق هذا البرنامج، أُطلق عليه اسم الإرشاد المتكامل للسكينة.

## النقد
تم تشكيل تحالف من مستخدمي الخدمة يسمى "أوقفوا الإرشاد المتكامل للسكينة" لشن حملة ضد البرنامج، ويحظى بدعم من الأفراد في قطاع الصحة العقلية، مع التركيز في المناقشة على أخلاقيات تدخل الشرطة ونقص الأدلة.
أعرب مركز الصحة العقلية والجمعية البريطانية للعاملين الاجتماعيين عن تحفظات قوية في عام 2021 وكتب المدير السريري الوطني لهيئة الخدمات الصحية الوطنية في إنجلترا رسالة إلى جميع مديري صناديق الصحة العقلية يطلب منهم مراجعة مشاركتهم مع الأخذ في الاعتبار أساسها الأخلاقي والقانوني وتبادل المعلومات. 
في مقال افتتاحي في مجلة نشرة بهاراتيا جاناتا سايك، قال آلان هاوس إنه ينبغي أن تكون هناك عمليات لتحسين المراقبة والاستجابات لتغييرات الخدمة المصحوبة بردود فعل قوية من مستخدمي الخدمة، وأن الأحداث المحيطة بـ الإرشاد المتكامل للسكينة تظهر قصورًا.